# 松浦だるま
松浦 だるま（まつうら だるま、1984年 - ）は、日本の漫画家。神奈川県横浜市在住。2009年と2012年の「イブニング新人賞」でそれぞれ優秀賞を受賞し、2013年に『累 -かさね-』で連載デビュー。2014年には同名のペンネームで小説家としてもデビューした。

## 来歴
1984年に出生。漫画好きの親の影響で幼少期から漫画作品に触れて育ち、小学生の頃には漠然とした夢として「漫画家」になることを望むようになる。その後も漫画家になるという夢は抱きつつも、ほかの選択肢も広げるためとして美術系の大学への進学を決意。数年の浪人生活を経て入学し、油絵を専攻する。
大学を中退後、漫画作品の投稿を開始。2009年に『イブニング』（講談社）主催の「第12回イブニング新人賞」において、初投稿作『チョコレートミントの初恋』で「ゆうきまさみ大賞 優秀賞」を受賞。2012年にも同誌主催の「第19回イブニング新人賞」において、投稿二作目の『雪女と幽霊』で「宇仁田ゆみ大賞 優秀賞」を受賞。その後、青木幸子や国広あづさらのアシスタント経験を経て、2013年に『イブニング』掲載の『累 -かさね-』で連載デビュー。同作は実写映画化もされることとなった。また、2014年には『累 -かさね-』の前日譚となるスピンアウト小説の執筆も担当し、小説家としてもデビューした。

## 人物
- ペンネームの「松浦だるま」は、小学生のときに考案したもの[11]。語感のみで決めており、「だるま（達磨）」に特別な意図があったという訳ではないということと、「松浦」は本名であるということを述べている[11]。
- 父の影響で手塚治虫や水木しげるの作品に触れ[4]、影響を受けた漫画家としてこの2人を挙げている[2]。このほかに好きな作品として『あしたのジョー』や『巨人の星』などを挙げ[2][4]、「自分が生まれる以前のマンガが大好き」だと語っている[2]。また、絵のルーツとしては『きんぎょ注意報!』を挙げている[2]。

## 作品リスト

### 連載漫画
- 累 -かさね-（講談社『イブニング』2013年10号 - 2018年17号）全14巻
- 今/渦子 往く琥珀色のはて（講談社『イブニング』2019年2号 - 2019年5号） - 全4話構成の短期連載
- 今/渦子 ゆく琥珀色のはて（講談社『イブニング』2019年20号, 22号） - 『今/渦子 往く琥珀色のはて』のシリーズ連載化。上記と合わせて『いまかこ』のタイトルで単行本化された。
- 太陽と月の鋼（小学館『ビッグコミックスペリオール』2020年13号 - ）既刊10巻
- 激紅のレッドアイ（コンテ：花林ソラ、漫画：月山可也、LINE Digital Frontier『LINEマンガ』2024年2月27日[12] - ）※MYRIAGON STUDIOとともに原作担当[12]

### 読み切り漫画
- ヒーローの憂鬱（小学館『月刊!スピリッツ』2016年2月号） - ゆうきまさみの『鉄腕バーディー』のオマージュ作品[13]。

### 小説
- 『誘 -いざな-』（星海社〈星海社FICTIONS〉2014年）
- 『漣の糸』（講談社『累 -かさね-』13巻特装版に付属[14]）

### その他
- 『幽』（KADOKAWA〈カドカワムック〉2015年27号） - エッセイの寄稿[15]。
- 『松浦だるま「累」画集 紅虹』（講談社）
- 『めしにしましょう』（作:小林銅蟲・講談社） 単行本第1-2巻巻末での次巻予告
- 『半身』（作：サラ・ウォーターズ・訳：中村有希・東京創元社〈創元推理文庫〉） 創元推理文庫60周年フェア期間限定表紙イラスト[16]
- 『月刊プリンセス』（秋田書店、2021年10月号） - 『薔薇王の葬列』トリビュートイラスト企画[17]
- 映画『ラストナイト・イン・ソーホー』（2021年11月[18]） - イラスト寄稿[18]

## 関連人物
青木幸子
漫画家。デビューまでの期間にアシスタントを務めた。
国広あづさ
同上。
小林銅蟲
漫画家。『累 -かさね-』にアシスタントとして参加している。
霧隠サブロー
同上。